# Rezerwat przyrody Pod Rysianką
Rezerwat przyrody „Pod Rysianką” – rezerwat leśny w Beskidzie Żywiecko-Orawskim, na północno-wschodnich stokach przełęczy między Rysianką i Trzema Kopcami. Zajmuje powierzchnię 27,02 ha (akt powołujący podawał 27,54 ha).
Leży w granicach Żywieckiego Parku Krajobrazowego oraz dwóch obszarów sieci Natura 2000: siedliskowego „Beskid Żywiecki” PLH240006 i ptasiego „Beskid Żywiecki” PLB240002.
Utworzono go w 1970 roku na wysokości 950–1170 m n.p.m. Jego obszar obejmuje również źródła potoku Sopotni. Głównym celem ochrony w rezerwacie jest „zachowanie ze względów naukowych lasu jodłowo-świerkowo-bukowego, będącego fragmentem pierwotnej puszczy karpackiej regla dolnego w Beskidzie Żywieckim”.
W rezerwacie stwierdzono występowanie 133 gatunków roślin naczyniowych, w tym 13 chronionych. Wiele z występujących tutaj gatunków jest rzadkich – paprotnica górska, wierzbownica mokrzywcowa, wierzbownica zwieszona, tocja alpejska czy złocień okrągłolistny. W rezerwacie znajduje się jedno z nielicznych w Polsce stanowisk tojadu mocnego morawskiego.
Ze zwierząt występuje tutaj m.in. jeleń europejski, borsuk, lis, sarna i dzik. Sporadycznie pojawiają się wilki, rysie i niedźwiedzie. Z rzadkich ptaków zaobserwować głuszca, gila, kruka i pliszkę górską.
Rezerwat położony jest na terenie Nadleśnictwa Jeleśnia. Nadzór sprawuje Regionalny Konserwator Przyrody w Katowicach. Rezerwat nie posiada planu ochrony; na mocy ustanowionych w sierpniu 2016 roku na okres 5 lat zadań ochronnych jego obszar objęto ochroną ścisłą.
Południową granicą rezerwatu przebiega czerwony Główny Szlak Beskidzki.